# Donje Jabukovo
Donje Jabukovo (Servisch: Доње Јабуково) is een plaats in de Servische gemeente Vladičin Han. De plaats telt 152 inwoners (2002).